# دانييل ألكسندروفيتش

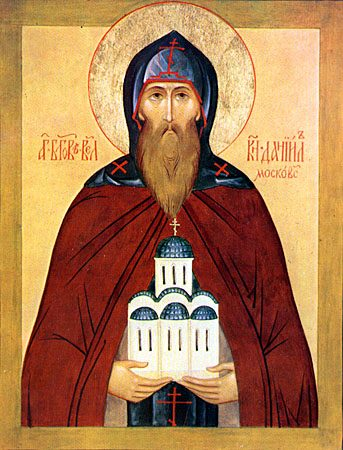
لوحة لدانييل ألكسندروفيتش

دانييل ألكسندروفيتش وهو دانييل أمير موسكو (بالروسية: Даниил Александрович) هو الابن الأصغر لـألكسندر نيفسكي وأول أمير موسكو(1303-1276).